# Le Bloss

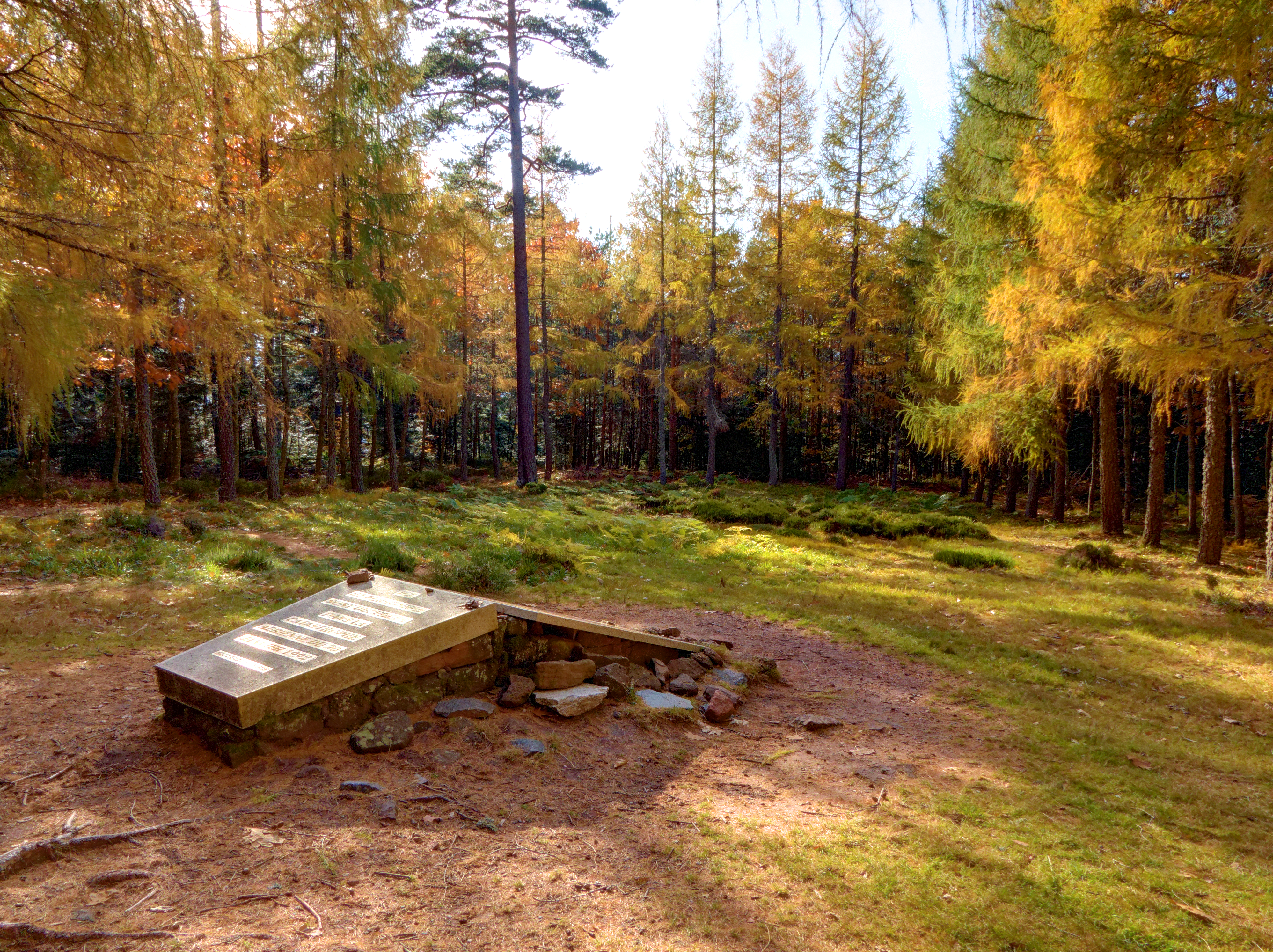
Gedenkstenen voor de slachtoffers van de vliegtuigramp in 1992 op de flank van Le Bloss

Le Bloss is een berg in de Vogezen in Frankrijk. De berg ligt ten noordwesten van Barr. De berg is 826 meter hoog en is begroeid met een gemengd bos.
Op de flanken van de berg loopt een zogenaamde mur païen (heidenmuur). Deze muur uit grote blokken lokale natuursteen volgt de helling van het plateau gevormd door de Mont Sainte-Odile en de zuidelijker gelegen Le Bloss over een afstand van ongeveer 10 km. De functie en de bouwdatum van deze muur is onbekend. De muur werd in elk geval na de Keltische en de Romeinse tijd gebouwd, mogelijk in de vroege middeleeuwen.
De berg is in 1992 in het nieuws gekomen door het verongelukken van een Airbus A320 (Airbus vlucht 148).